# Fédération Internationale du Sport Universitaire
Fédération internationale du sport universitaire, FISU (pl. Międzynarodowa Federacja Sportu Uniwersyteckiego) – organizacja międzynarodowa założona w 1949.
Siedziba FISU znajduje się w belgijskim mieście Leuven. Zrzesza ponad 100 związków sportu akademickiego. Od 1959 federacja zajmuje się organizacją Uniwersjad letnich i zimowych oraz Akademickich Mistrzostw Świata. Polska w FISU jest reprezentowana – od roku 1959 – przez Akademicki Związek Sportowy.

Logo FISU
do 2010
2010-2020
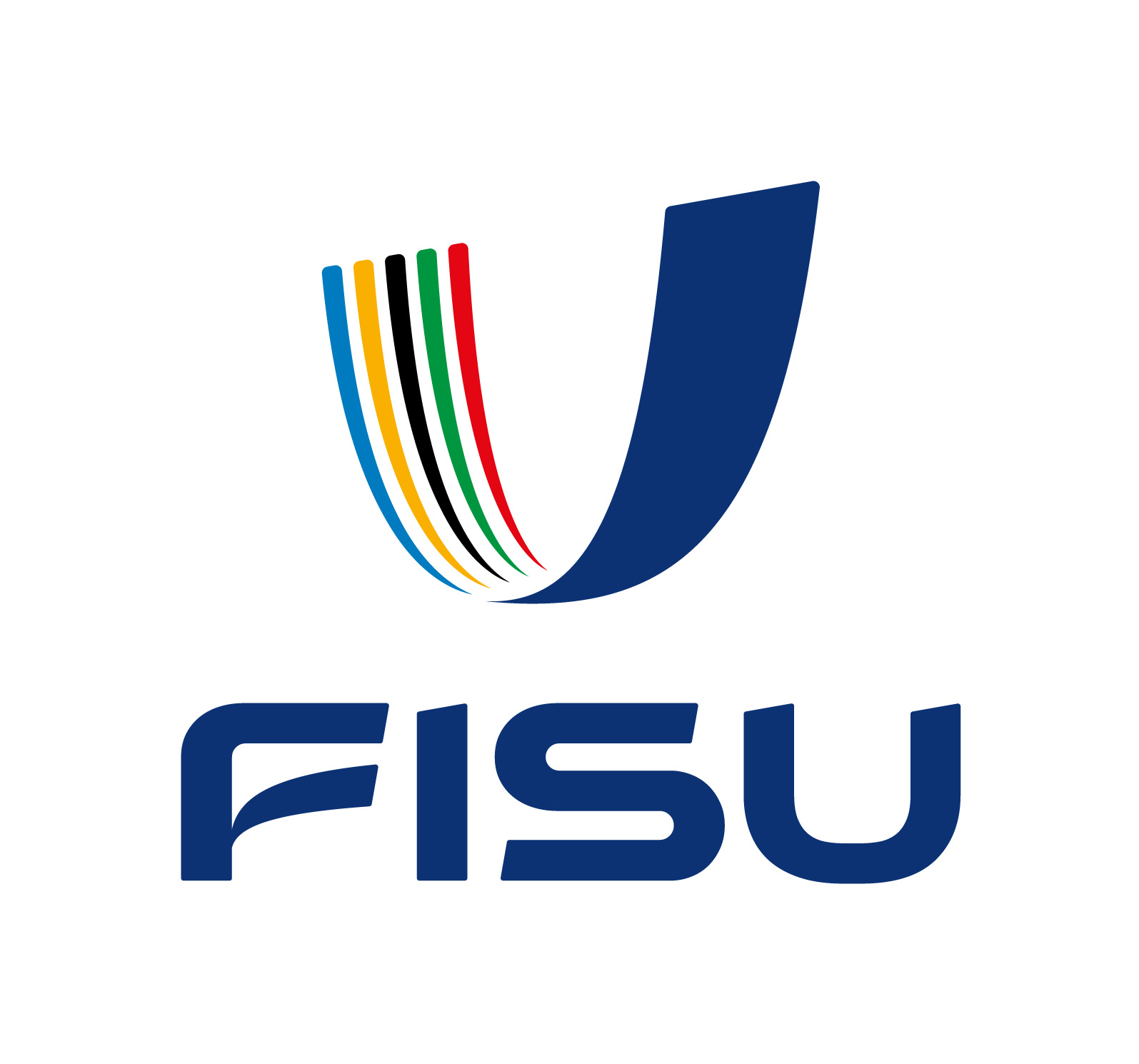
od 2020